# Episodi di I'm Dying Up Here - Chi è di scena? (prima stagione)
La prima stagione della serie televisiva I'm Dying Up Here - Chi è di scena? (I'm Dying Up Here) è stata trasmessa dal canale statunitense via cavo Showtime dal 4 giugno al 13 agosto 2017.
In Italia la stagione è andata in onda sul canale satellitare Sky Atlantic dal 3 gennaio al 28 febbraio 2018.
| nº | Titolo originale                    | Prima TV USA   | Prima TV Italia  |
| -- | ----------------------------------- | -------------- | ---------------- |
| 1  | Pilot                               | 4 giugno 2017  | 3 gennaio 2018   |
| 2  | Midnight Special                    | 11 giugno 2017 | 3 gennaio 2018   |
| 3  | The Cost of a Free Buffet           | 18 giugno 2017 | 10 gennaio 2018  |
| 4  | Sugar and Spice                     | 25 giugno 2017 | 17 gennaio 2018  |
| 5  | The Return                          | 9 luglio 2017  | 24 gennaio 2018  |
| 6  | Girls Are Funny, Too                | 16 luglio 2017 | 31 gennaio 2018  |
| 7  | My Rifle, My Pony and Me            | 23 luglio 2017 | 7 febbraio 2018  |
| 8  | The Unbelievable Power of Believing | 30 luglio 2017 | 14 febbraio 2018 |
| 9  | Lingchi                             | 6 agosto 2017  | 21 febbraio 2018 |
| 10 | Creative Indifferences              | 13 agosto 2017 | 28 febbraio 2018 |